# Kim Yong-kang
Kim Yong-kang est un boxeur sud-coréen né le 3 janvier 1965 à Hwaseong.

## Carrière
Passé professionnel en 1985, il devient champion de Corée du Sud puis champion d'Asie OPBF des poids mi-mouches en 1987 et s'empare de la ceinture de champion du monde des poids mouches WBC le 24 juillet 1988 après sa victoire aux points contre Sot Chitalada. Yong-kang est battu lors du combat revanche le 3 juin 1989 mais bat le champion du monde WBA de la catégorie, Elvis Álvarez, le 1er juin 1991. Il conserve ce titre face à Leo Gamez et Jon Penalosa avant de le céder face à Aquiles Guzman le 26 septembre 1992. Il met un terme à sa carrière de boxeur en 1995 sur un bilan de 26 victoires et 5 défaites.